# Тетроде, Виллем Даниелс ван
Виллем Даниелс ван Тетроде, также известный как Гульельмо Фьямминго (нидерл. Willem Danielsz van Tetrode, Guglielmo Fiammingo — «Виллем Фламандец»; ок. 1530, Делфт — после 1587) — итальянский скульптор XVI века голландского происхождения, ученик Бенвенуто Челлини во Флоренции.

## Биография
Об этом «загадочном скульпторе» известно сравнительно немного. Существует свидетельство, что «Виллем Фламандец» работал в подростковом возрасте при дворе французского короля Франциска I и мог встречаться с Бенвенуто Челлини, который покинул французский двор и вернулся во Флоренцию в 1545 году. Известно также, что Виллем работал во флорентийской мастерской Челлини в 1549—1550 годах и был среди художников, трудившихся над скульптурами мраморного пьедестала бронзовой статуи «Персея» Челлини с головой Медузы во Флоренции (1545—1554). Примерно в 1549 году Гульельмо восстановил фрагмент античного торса Ганимеда для герцога Козимо I Медичи.
В Риме Виллем Даниелс работал под руководством Гульельмо делла Порта, реставрируя античные статуи для двора Бельведер и других помещений Ватикана. По возвращении во Флоренцию в 1562 году Гульельмо напомнил герцогу Козимо о его прежней работе над Ганимедом. Эта работа, выполненная под присмотром Челлини и обычно приписываемая последнему, демонстрирует необычайно изысканную пластику. Ныне она находится во флорентийском музее Барджелло.
По возвращении Виллема Даниелса в Делфт в 1567—1568 годах он, возможно, обучал молодого скульптора Адриана де Вриса и поощрял его намерение поехать во Флоренцию.
Джорджо Вазари описывает кабинет, украшенный уменьшёнными бронзовыми репликами античных скульптур: Диоскуров, Аполлона Бельведерского, Фарнезского Геркулеса и Венеры Медичи, а также по крайней мере шестнадцатью другими статуэтками работы Фьямминго; он был заказан Никколо Орсини, графом ди Питильяно, и завершён в 1559 году в качестве дипломатического подарка королю Филиппу II Испанскому. В конечном итоге кабинет был разобран, а бронзовые изделия хранятся во флорентийском музее Барджелло.
В Делфте в 1568 году Виллем ван Тетроде подписал контракт на строительство нового главного алтаря в Ауде Керк (Старой церкви), который завершил в 1573 году. Алтарь просуществовал недолго: он был разрушен в 1573 году, когда в Делфте во второй раз вспыхнуло иконоборческое движение. В 1574—1575 годах он находился в Кёльне.
Произведения Тетроде использовали в своём творчестве Хендрик Гольциус, Питер Пауль Рубенс и многие другие художники.

## Галерея

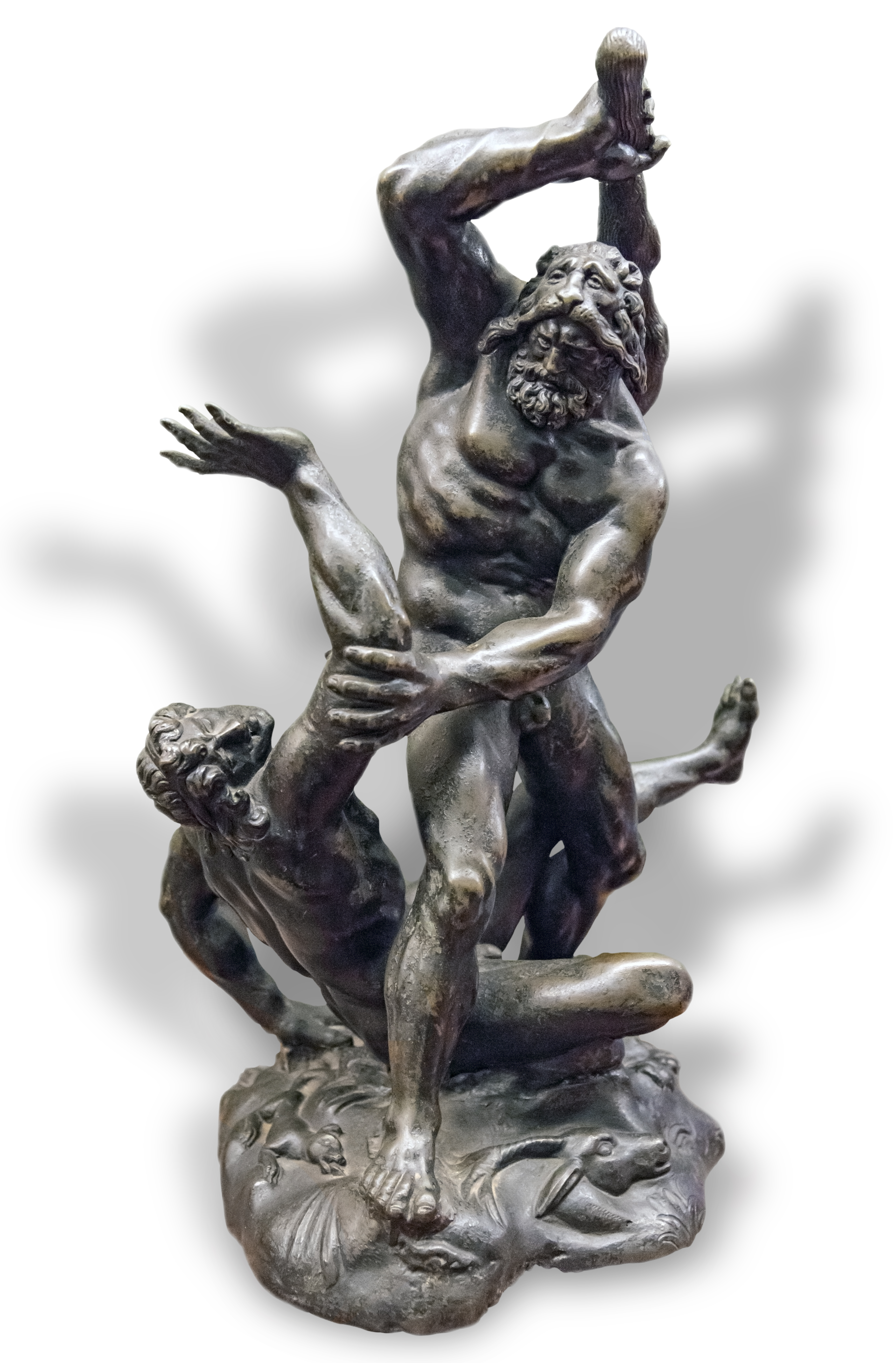
Геркулес и Какус. До 1588. Бронза. Фонд Бемберг, Тулуза, Франция
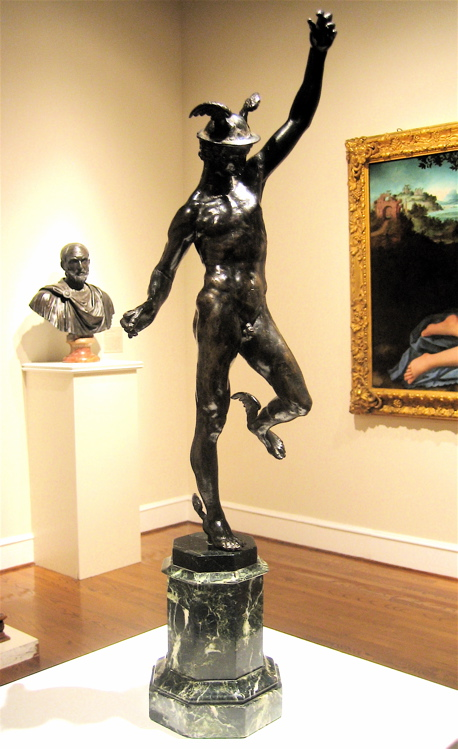
Меркурий. Бронза. Музей искусств, Лос-Анджелес, США
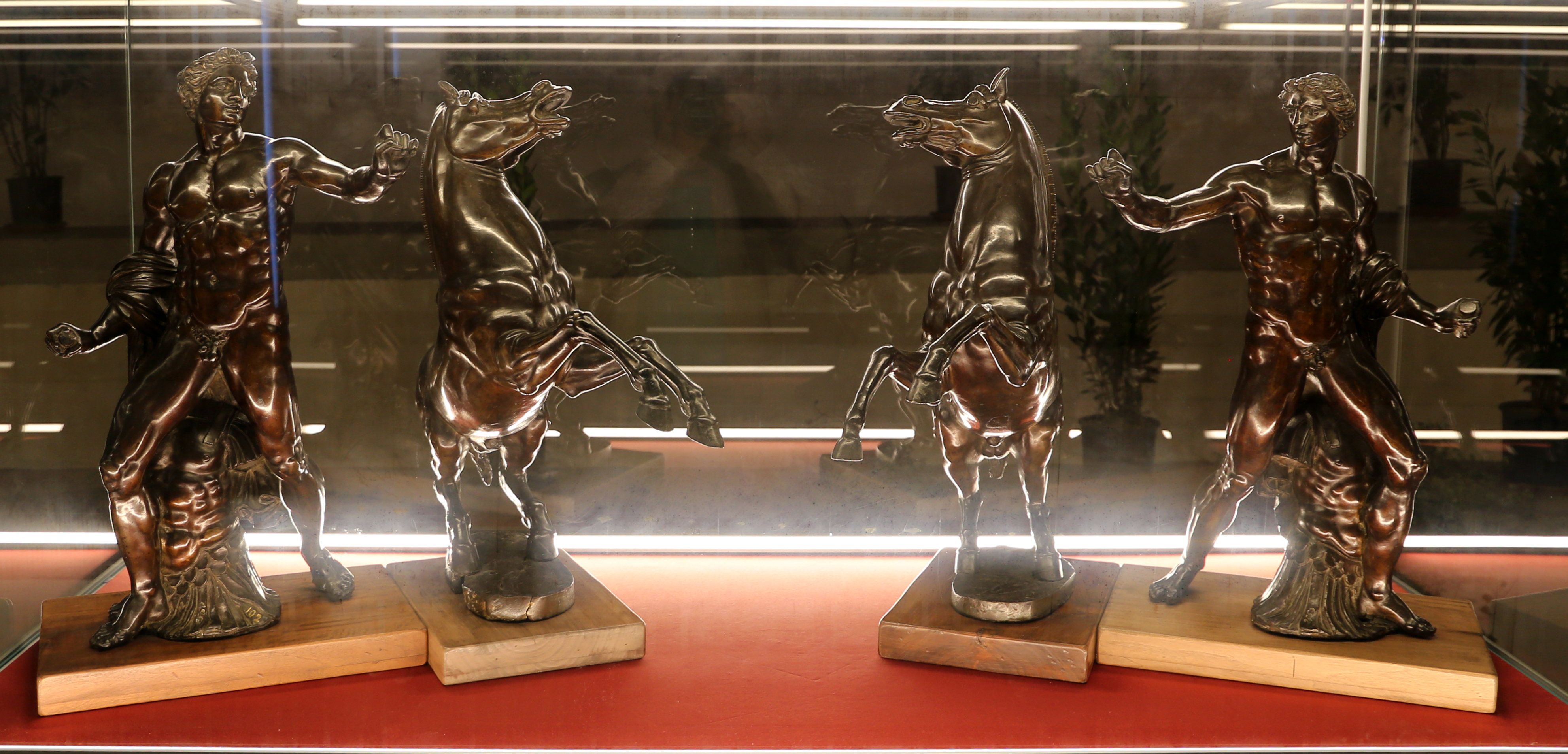
Уменьшённая копия скульптур Диоскуров на Монтекавалло (Квиринальской площади) в Риме для герцога Козимо Медичи I. 1559. Бронза. Барджелло, Флоренция
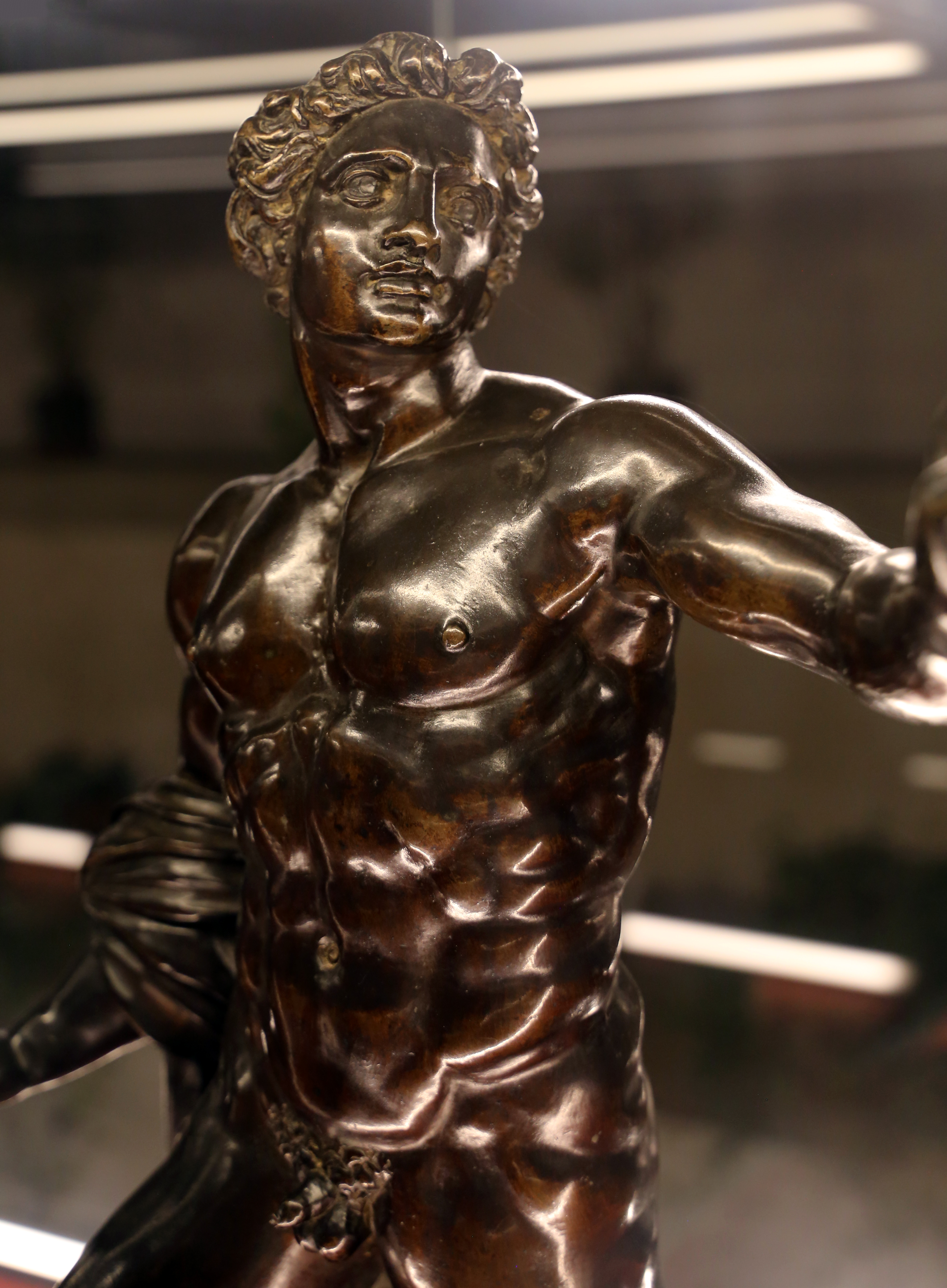
Копия скульптуры Диоскура. Деталь
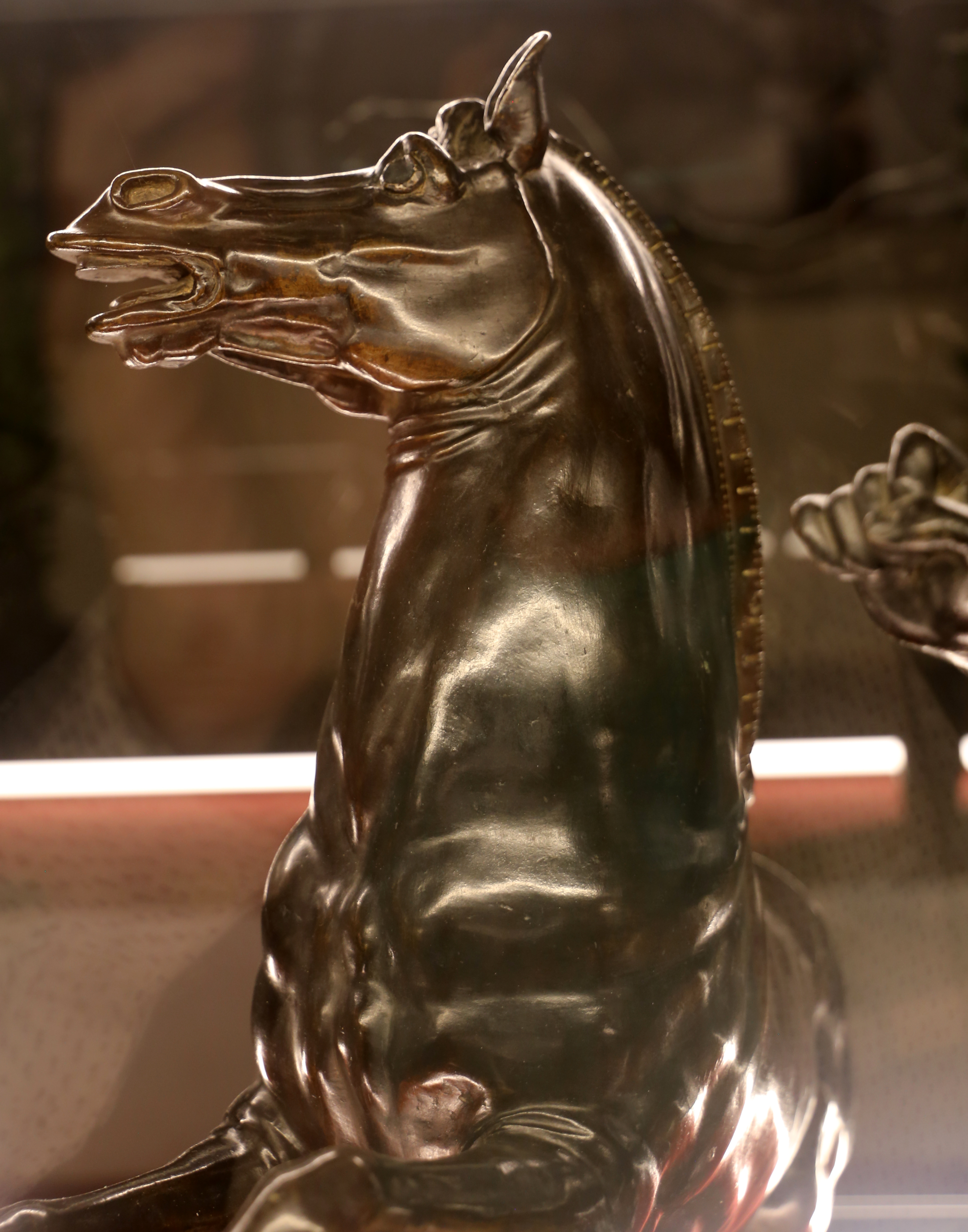
Копия скульптур Диоскуров. Деталь
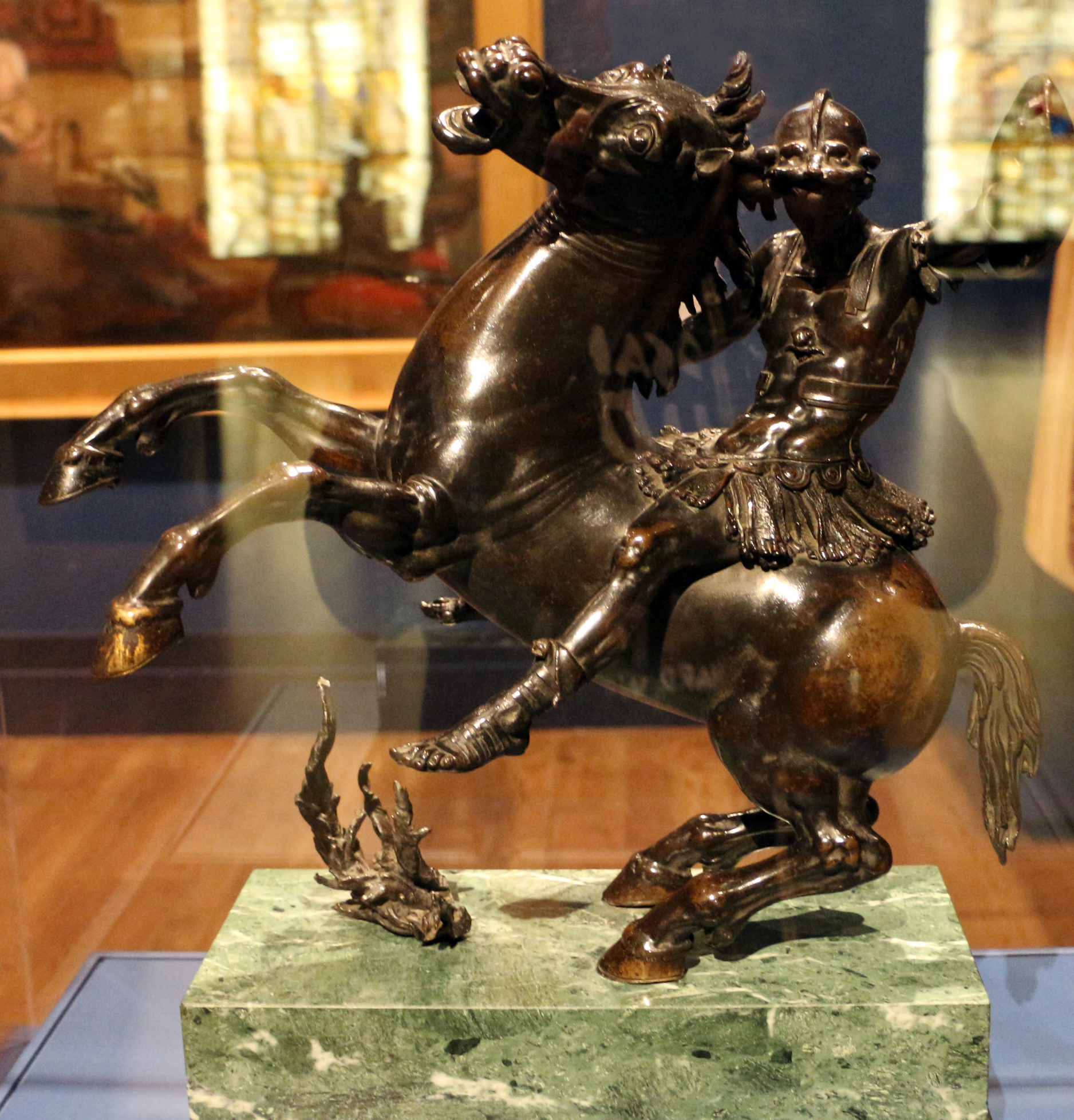
Всадник (Марк Курций). 1562—1565. Бронза. Художественный музей скорости, Луисвилль, Кентукки, США